# Menasco Pirate

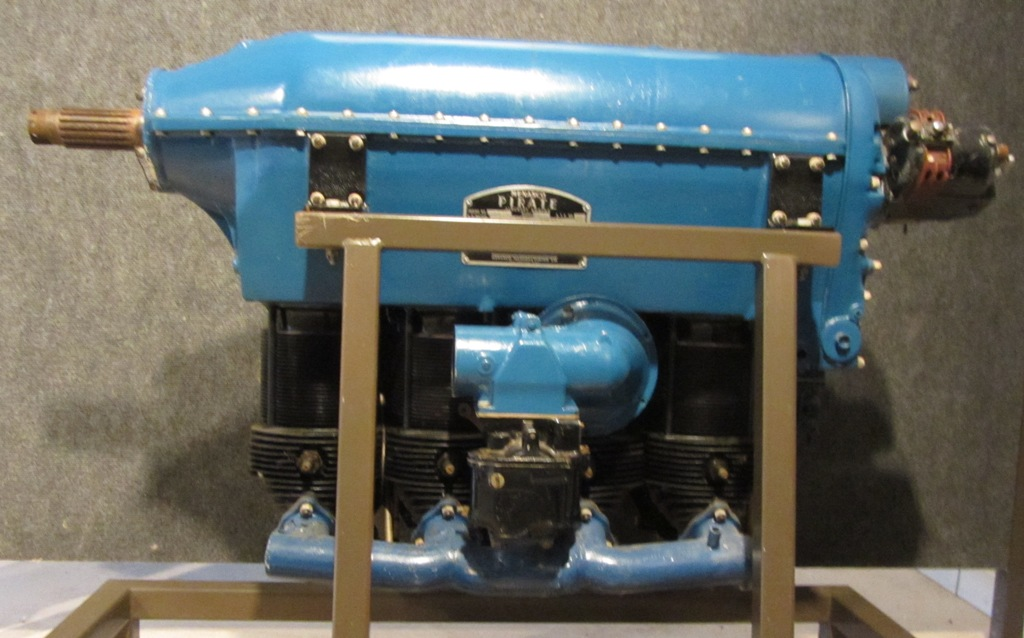
Pirate C-4

Les Menasco Pirate sont une gamme de moteurs d'aviation à quatre cylindres en ligne refroidis par air, en disposition dite "inversée" (têtes de cylindres en bas, vilebrequin en haut) produits par la société californienne Menasco Motors Company à partir de 1930.

## Développement
Au cours des années 1920, Al Menasco fait ses premières armes dans le domaine des moteurs d'avion en transformant et reconditionnant des moteurs Salmson 9Z issus de suplus de la première guerre mondiale, et en les vendant sur le marché civil. Il entreprend ensuite le développement d'un moteur nouveau, conçu pour les avions de courses. Il choisit la disposition "inversée", rare aux États-Unis, mais plus populaire en Europe. Sur un monomoteur avec un moteur à prise directe, le vilebrequin se trouve à hauteur du moyeu de l'hélice. La disposition inversée évite de placer les têtes de cylindres d'une façon qui encombrerait le champ visuel du pilote. Le premier moteur de la série, le pirate A4, passe en mai 1930 le test de certification (impliquant un fonctionnement à plein régime pendant 50 heures d'affilée) qui permet de le commercialiser.

## Caractéristiques, versions
C'est un moteur construit essentiellement (carter, têtes de cylindres) en fonte d'aluminium, sauf les flancs de cylindres en acier. Les soupapes sont placées en tête, pilotées par un arbre à cames latéral. Le moteur est décliné en plusieurs versions, en augmentant à chaque fois le régime moteur et la cylindrée. La quatrième génération, D, se distingue de la C par un refroidissement amélioré. 
| Version   | Alésage (mm) | Course (mm) | Cylindrée (L) | Puissance | régime max (tr/min) |
| --------- | ------------ | ----------- | ------------- | --------- | ------------------- |
| Pirate A4 | 114.3        | 130.2       | 5.3           | 90        | 1900                |
| Pirate B4 | 114.3        | 130.2       | 5.3           | 95        | 2000                |
| Pirate C4 | 120.6        | 130.2       | 6.0           | 125       | 2175                |
| Pirate D4 | 120.6        | 130.2       | 6.0           | 125       | 2175                |

En parallèle, Menasco produit des six cylindres en ligne, appelés Buccaneer, à chaque version du Pirate correspond une version du Buccaneer (par exemple, le Buccanneer B6 correspond à un Pirate B4 avec deux cylindres de plus). Il existe aussi des versions suralimentées, avec un compresseur centrifuge, désignées par la lettre "S" (B4S, C4S), plus performantes en altitude.

## Utilisation
Ce moteur est principalement utilisé sur deux séries d'avions de course, de voltige et de sport : les Ryan ST, et les Great Lakes 2T-1A-2, deux types qui ont eu beaucoup de succès dans les années 1930,. 
Un autre avion équipé de Menasco pirate est une version du De Havilland DH.82 Tiger Moth destinée au marché canadien (la version britannique ayant des moteurs Gipsy).